# لیزا کلینگا
لیزا کلینگا (انگلیسی: Lisa Klinga؛ زادهٔ ۵ آوریل ۱۹۹۱) بازیکن فوتبال اهل سوئد است.
از باشگاه‌هایی که در آن بازی کرده‌است می‌توان به باشگاه فوتبال زنان تیرسو و باشگاه فوتبال لینشوپینگ اشاره کرد.